# Малиш Артем Володимирович
Артем Володимирович Малиш (нар. 15 липня 2000, смт Стара Вижівка, Волинська область, Україна) — український футболіст, воротар.

## Життєпис
Футбольний шлях розпочав у «Ковелі», але вже незабаром перебрався до дитячо-юнацької академії «Динамо». Перший тренер серед воротарів — Геннадій Тарасюк. З кінця серпня 2016 року перебував у заявці «Динамо U-19», але за киян майже не грав.
Після «Динамо» Малиш побував на відборі у луцькій «Волині», львівському «Руху», та «Інгульці» з Кіровоградської області. Воротар тренувався кілька місяців в «Інгульці» перед тим як клуб вийшов до УПЛ. Йому вдалося проявити себе і у серпні 2020 року підписати контракт.
У футболці петрівського клубу дебютував 21 лютого 2021 року в нічийному (2:2) домашньому поєдинку 15-го туру Прем'єр-ліги України проти полтавської «Ворскли». Артем вийшов на поле в стартовому складі та відіграв увесь матч. Загалом за рік зіграв у 7 зустрічах і відзначився 3 «сухими» матчами. У грудні 2021 року футболіст залишив клуб.
У березні 2023 року футболіст став гравцем латвійського клубу «Гробіня». Дебютував за клуб 7 квітня 2023 року в матчі проти ризького «Динамо», записавши на свій рахунок перший «сухий» матч. Протягом перших своїх шести матчів футболіст не пропустив жодного м'яча у свої ворота. У матчі 20 травня 2023 проти клубу РФШ-2 перервав свою «суху» статистику, пропустивши 5 забитих м'ячів. Протягом усього сезону футболіст був у клубі основним воротарем, разом із яким став переможцем другого дивізіону чемпіонату і допоміг команді вперше в історії вийти до вищого дивізіону. 10 березня 2024 року дебютував у Вірслізі матчем проти «Риги». У цьому сезоні залишався основним воротарем клубу і допоміг йому зберегти прописку в еліті, вигравши у плей-оф.

## Особисте життя
Також паралельно працює в галузі IT. Спочатку пройшов спеціальні курси, після цього працював аутсорсером, а пізніше влаштувався до IT-компанії ELEKS. Пропрацювавши в ELEKS близько року, Малиш почав працювати в одному із закордонних стартапів.
Молодший брат, Навін Малиш, також став футболістом.